# San Bartolomé de las Abiertas (kommun)
San Bartolomé de las Abiertas är en kommun i Spanien.   Den ligger i provinsen Toledo och regionen Kastilien-La Mancha, i den centrala delen av landet, 110 km sydväst om huvudstaden Madrid. Antalet invånare är 562.